# Eristalis proserpina
Eristalis proserpina är en tvåvingeart som beskrevs av Christian Rudolph Wilhelm Wiedemann 1830. Eristalis proserpina ingår i släktet slamflugor, och familjen blomflugor. Inga underarter finns listade i Catalogue of Life.